# Synagoge (Bergen op Zoom)

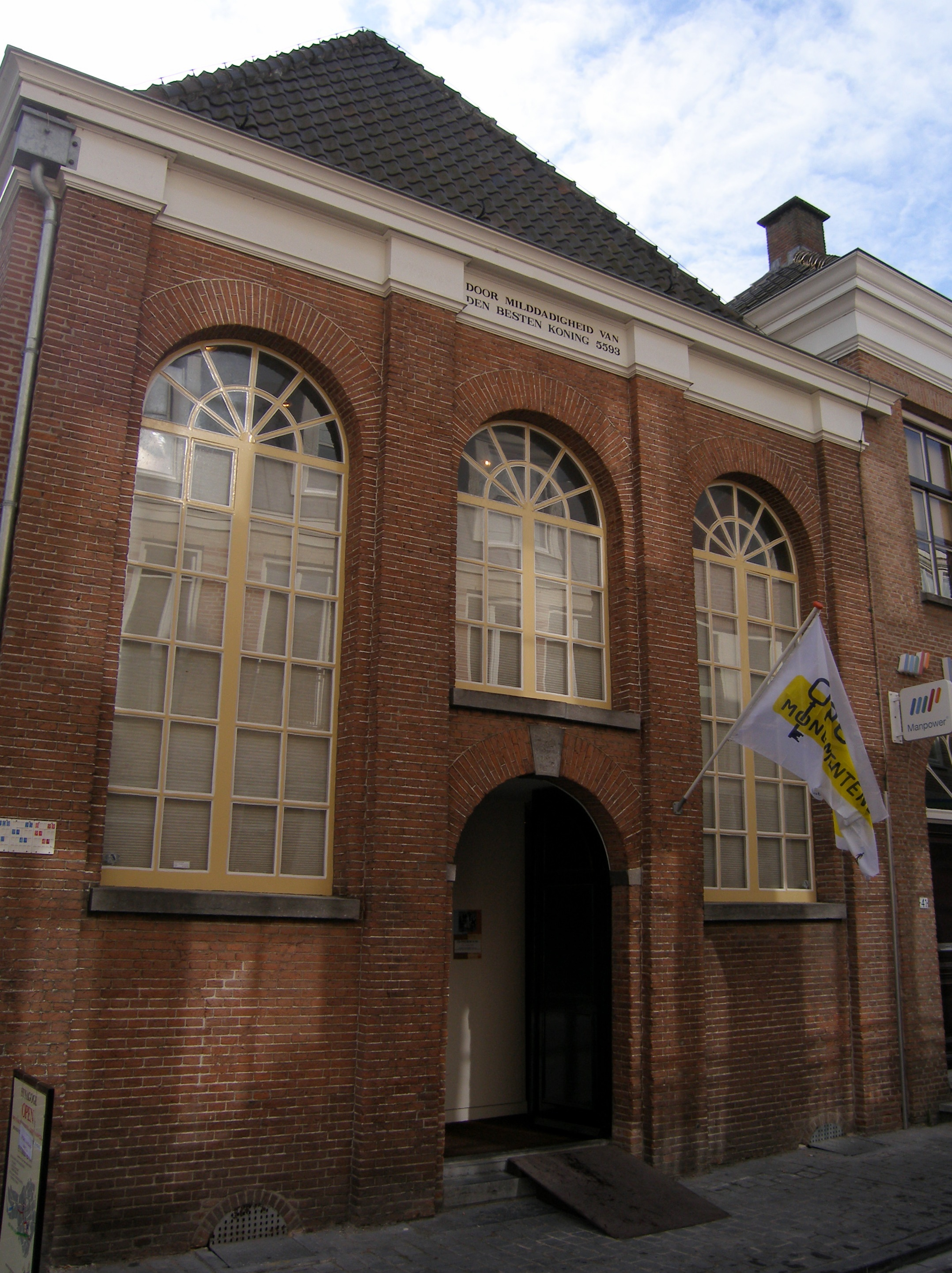
Voorgevel met entree anno 2009

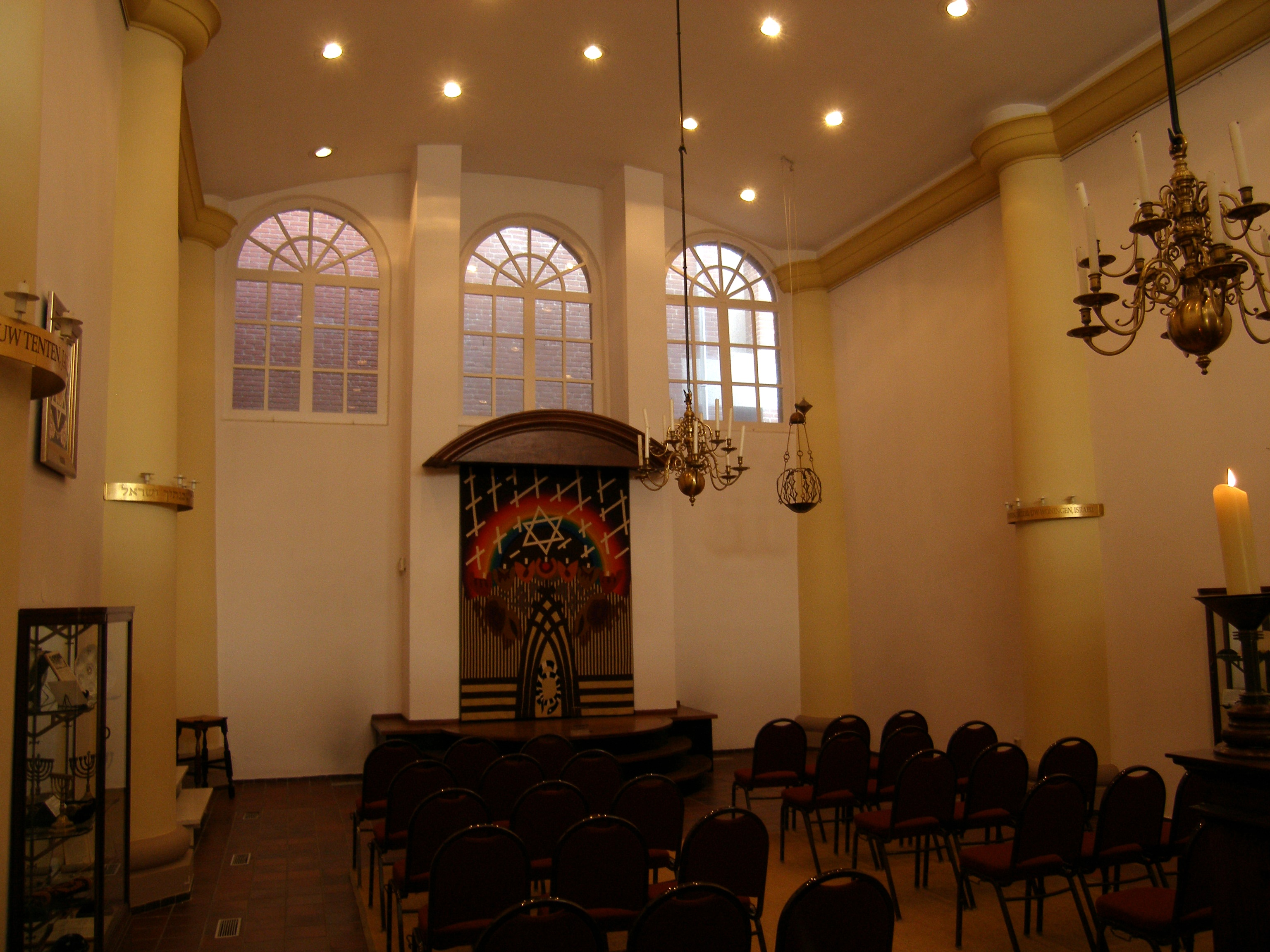
Gebedsruimte

De synagoge van Bergen op Zoom is gebouwd in 1832. Zij is niet meer in gebruik als synagoge.

## Geschiedenis
Aan het eind van de 18e eeuw ontstond in Bergen op Zoom een kleine gemeenschap van Asjkenazische Joden. Zij gebruikten de zolder van de Boterwaag als synagoge. Toen ze daar niet meer terechtkonden, schonk Koning Willem I hun 1000 gulden om een synagoge te bouwen. Deze werd gebouwd aan de Parade, een gedeelte dat nu de Koevoetstraat is. Er werden twee huizen voor afgebroken, maar de middeleeuwse kelders bleven intact. In 1832 werd de synagoge opgeleverd, waarna deze in 1833 werd ingewijd.
In 1940 sloot de Duitse bezetter de synagoge. De Joodse gemeenschap, bestaande uit 60 personen, werd tijdens de oorlogsjaren naar concentratiekampen afgevoerd.
Het interieur van de synagoge werd vernield. Te weinig Joden overleefden de oorlog om de synagoge in 1945 weer in gebruik te kunnen nemen. Daarna kwam het gebouw in verval, totdat het in 1973 op de monumentenlijst werd geplaatst. Het was toen net eigendom geworden van de gemeente. In 1973-1974 vond een restauratie plaats, waarna in 1975 de synagoge werd heropend. Ook in 1997-1998 vond een restauratie plaats.

## Interieur

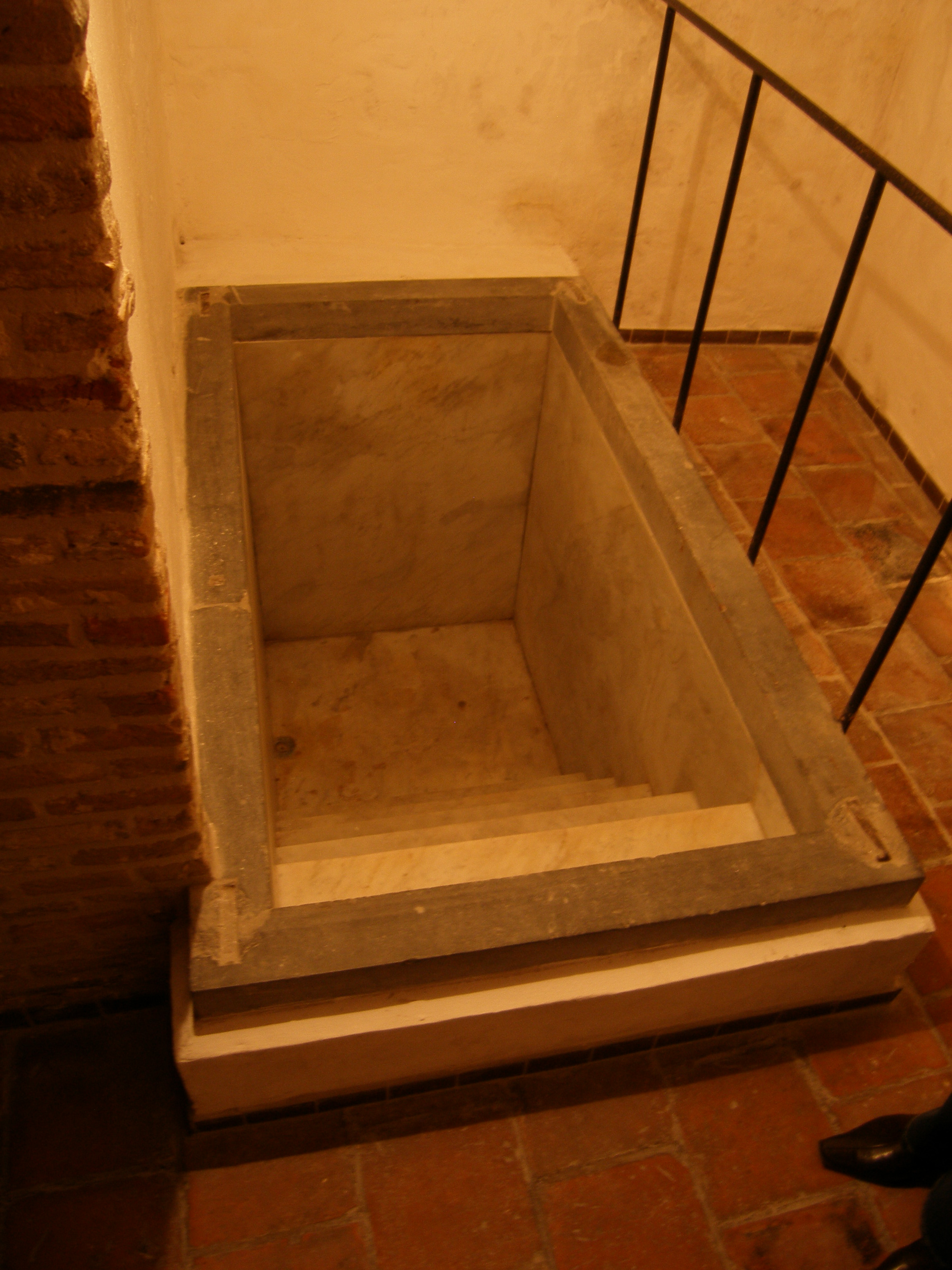
Vrouwenbad

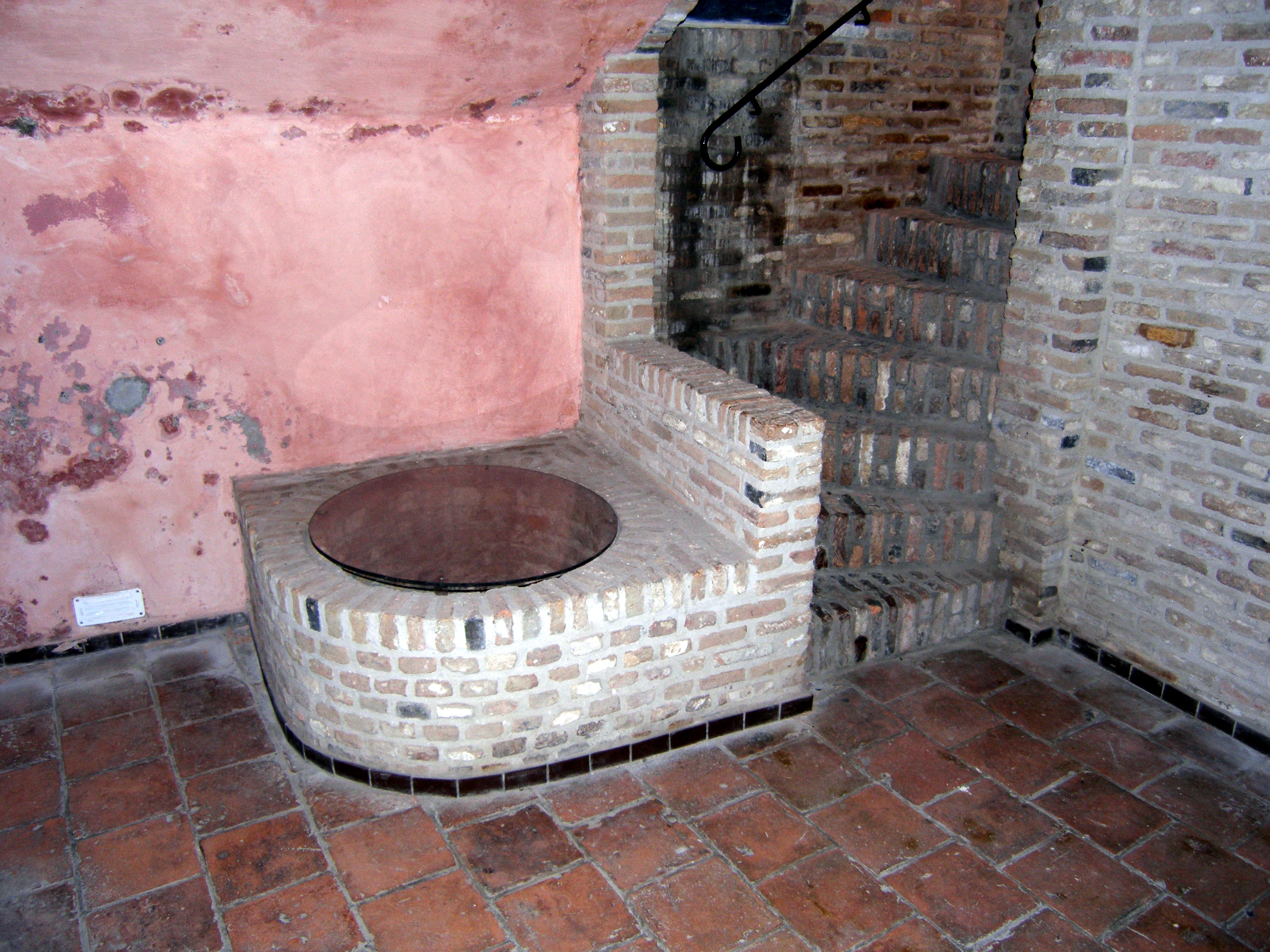
Put bij het vrouwenbad

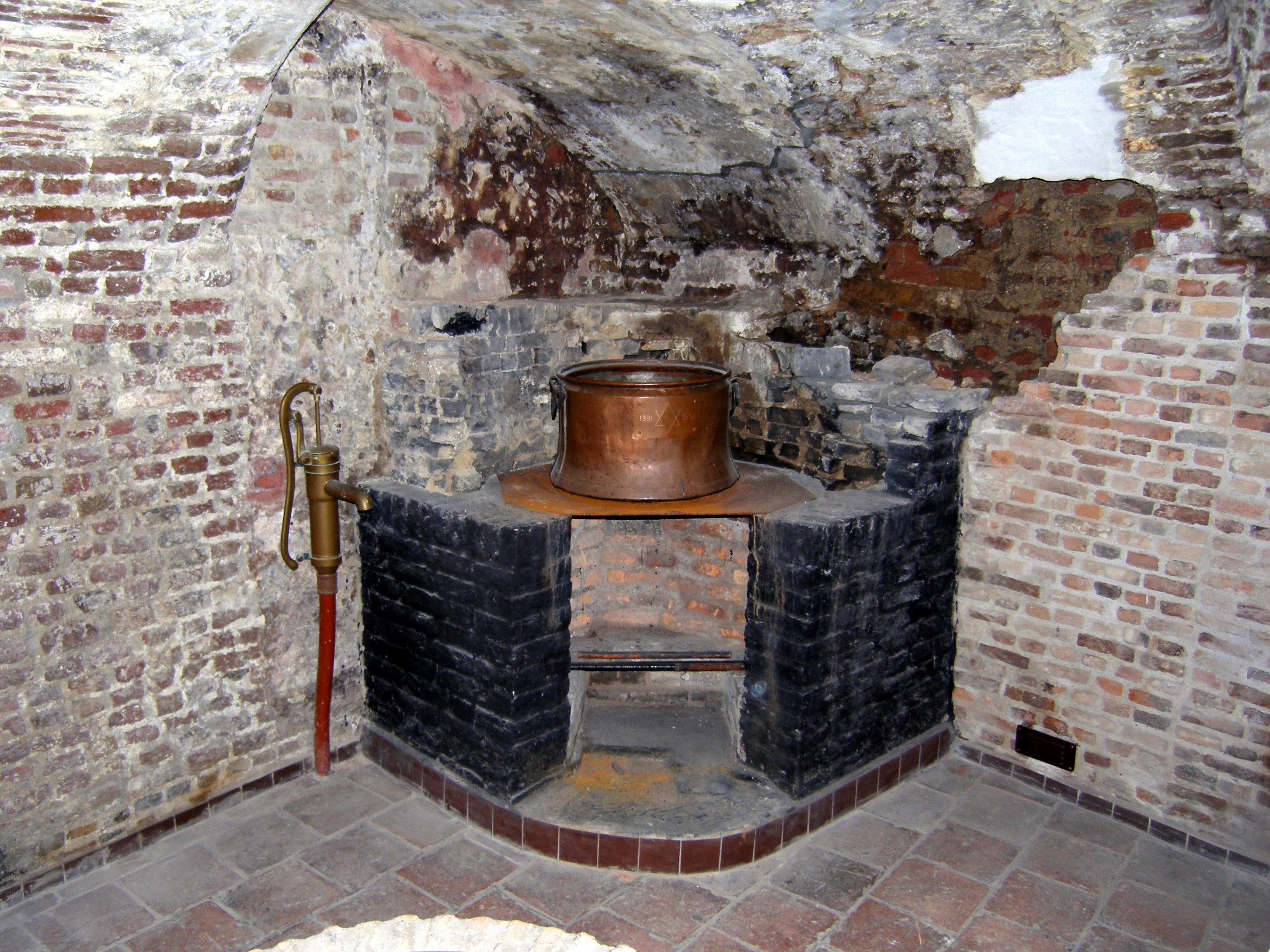
Stookplaats

De synagoge bestaat uit een hal en een gebedsruimte op de begane grond, 
een galerij met balustrade en een middeleeuwse kelder.
In de gebedsruimte zijn een bima en een Heilige Arke aanwezig. De voorhang is 
nieuw; erachter worden geen Thorarollen meer bewaard.
In de kelder (oorspronkelijk twee kelders, vóór de bouw van de synagoge) bevinden zich twee rituele baden (mikwes): een voor de vrouwen en een marmeren bad voor de mannen. De baden werden gevuld met water uit twee putten, ook onderdeel van de kelder. In de hoek bij het mannenbad staat een stookplaats om het water te verwarmen.
Volgens de beschrijving in het rijksmonumentenregister is het marmeren bad een ritueel bad, het andere een hygiënisch bad; er zou dus geen onderscheid tussen mannen en vrouwen zijn.

## Heden
De synagoge is een rijksmonument en open voor bezichtiging. Er worden onder andere burgerlijke huwelijken voltrokken en lezingen en exposities gehouden.